# Helix (genre)
Pour les articles homonymes, voir Helix.
Genre
Helix (« hélice » ou « spirale » en grec) est un genre d'escargots devant son nom à sa coquille enroulée. 
Certains sont bien connus des gourmets comme l'Escargot de Bourgogne (Helix pomatia) et le Petit-gris (Helix aspersa aspersa).

## Liste des espèces

### SelonITIS
- Helix aperta Born, 1778
- Helix aspersa Muller, 1774
- Helix pomatia Linnaeus, 1758

### Liste complète
[réf. nécessaire]
- Helix albescens
- Helix anatolica
- Helix aperta Born, 1778
- Helix asemnis — Sud Turquie, Syrie. Coquille blanche ou jaunâtre avec 2 bandes colorées. 39-45 x 39-45 mm
- Helix aspersa Muller, 1774
  - Helix aspersa aspersa —- Petit-gris
  - Helix aspersa maxima —- Gros-gris
- Helix borealis
- Helix buchi —- Géorgie, Arménie, nord-est Turquie. Coquille jaune pâle avec 5 fines bandes. 45-60 x 45-60 mm. Forêts de montagnes et vallées.
- Helix ceratina -- Escargot de Corse
- Helix cincta
- Helix delpretiana
- Helix dickauti —- Sud Turquie. Coquille brune avec des bandes bleuâtres. 33-41 x 33-41 mm. Montagne en terrain sableux et couvert végétal.
- Helix dormitoris —- Bosnie et Albanie. Coquille gris jaunâtre avec 5 bandes brunes. 31-37 x 31-37 mm.
- Helix figulina
- Helix godetiana — Grèce. Coquille gris foncé avec de larges bandes brunes. Terrains calcaires broussailleux méditerranéens. 35-45 x 32-42 mm.
- Helix ligata —- Italie centre et sud. Coquille blanc jaune à grise avec 5 bandes blanc rougeâtre. 24-37 x 25-40 mm. Bois de moyenne montagne.
- Helix lucorum
- Helix lutescens
- Helix maltzani —- Turquie ouest. Coquille brune avec des bandes. 35-50 x 35-50 mm. Forêts de haute altitude.
- Helix melanostoma
- Helix mileti
- Helix nucula
- Helix oestreichi
- Helix pelagonesica —- Localement en Grèce. Coquille grisâtre avec des bandes plus claires. 33-37 x 36-42 mm.
- Helix philibinensis
- Helix pomacella
- Helix pomatia Linnaeus, 1758 -- Escargot de Bourgogne
- Helix secernenda —- Côte de Croatie, Grèce nord. Coquille blanc rougeâtre avec 5 bandes claires. 40-45 x 37-45 mm, allant jusqu'à 60 mm. Terrain calcaire en forêts et broussailles.
- Helix texta —- Syrie, Liban, Israël, Palestine. Plus de 40-50 mm de diamètre. Faible dispersion inférieure à 2 m. Les adultes sécrètent une phéromone inhibitrice de croissance.
- Helix valentini —- Probablement éteint.
- Helix vladica —- Albanie, Serbie. Coquille jaune pâle avec 5 bandes brunes. 45-55 x 45-55 mm. Ressemble fortement à H. pomatia avec lequel cependant il ne s'hybride pas.
- Helix vulgaris

## Synonymie
Un synonyme de Helix est Cantareus (exemple : l'espèce Cantareus aspersus a été désignée par le nom binominal (synonyme) Helix aspersa).
Noms d'espèces en synonymie
- Helix elegans Gmelin, 1791,  un synonyme de Trochoidea elegans (Gmelin, 1791), l'hélice élégant
- Helix elegans Kobelt, 1907, un synonyme de Helix cincta (O.F. Müller, 1774), l'escargot de Vénétie
- †Helix perelegans Deshayes, 1863, un synonyme de †Calogoniodiscus perelegans (Deshayes, 1863), une espèce du Tertiaire des environs de Paris